# Младенец Дионис
«Младенец Дионис» — сатировская драма древнегреческого драматурга V века до н. э. Софокла на тему мифов о Дионисе. Её текст практически полностью утрачен.
Пьеса рассказывала о боге виноделия Дионисе — сыне Зевса и фиванской царевны Семелы, потерявшего мать ещё до своего рождения. Зевс отдал сына на воспитание сатирам и нимфам. Один из уцелевших фрагментов текста пьесы, по-видимому, представляет собой часть монолога Силена, рассказывающего о том, как ребёнок трепал его за нос и лысину. Детали сюжета остаются неизвестными.